# Selzach
Selzach (gsw. Söuze, fr. Saucy) – miejscowość i gmina w Szwajcarii, w kantonie Solura, w jednostce administracyjnej (Amtei) Solura-Lebern, w okręgu Lebern. Leży nad rzeką Aare.

## Demografia
W Selzach mieszka 3 571 osób. W 2021 roku 17,8% populacji gminy stanowiły osoby urodzone poza Szwajcarią. 

## Transport
Przez teren gminy przebiega droga główna nr 5.